# Anton Tautscher
Anton Tautscher (* 17. Jänner 1906 in Veitsch; † 13. Februar 1976 in Graz) war ein österreichischer Ökonom und Professor an der Universität Graz.

## Leben
Anton Tautscher wurde am 17. Jänner 1906 in der Großveitsch als dritter Sohn des Werksbeamten Alexander Tautscher (* 2. September 1856) und dessen Ehefrau Josefa (geborene Bischof; * 18. März 1864) geboren und am 21. Jänner auf den Namen Anton getauft. Das Erleben der bäuerlichen und der industriellen Welt im Umfeld des Veitscher Magnesitwerkes prägte schon früh seine Einstellung zu sozial- und wirtschaftspolitischen Fragen. Von 1917 bis 1924 besuchte er das fürstbischöfliche Gymnasium in Graz. Nach der Reifeprüfung begann er mit dem Studium der Staatswissenschaften und wurde 1929 zum Doktor rer. pol. promoviert. 1930 trat Tautscher in den Bibliotheksdienst der Grazer Karl-Franzens-Universität ein und schloss 1932 das Studium der Rechtswissenschaften an der Rechtswissenschaftlichen Fakultät der Universität Graz mit dem Doktor der Rechte ab. 1940 habilitierte er sich. Von 1940 bis 1942 leistete er Kriegsdienst. 1948 verließ er die Universitätsbibliothek Graz, nachdem er 1946 Professor für Volkswirtschaftslehre und Finanzwissenschaft an der Universität Graz geworden war. Der spätere Landeshauptmann Josef Krainer junior war Anfang der 1960er Jahre längere Zeit Assistent bei Tautscher.
Am 23. Mai 1936 heiratete er in der Salzburger Franziskanerkirche die Private, Dr. Hedwig Mosdorfer, Witwe des 1933 verstorbenen Hofrates Dr. Adolf Mosdorfer. Die Trauung fand durch den Dekan der Theologischen Fakultät, Alois Mager, statt.
Kurz nach seinem 70. Geburtstag starb Anton Tautscher am 13. Februar 1976 in Graz und ist auf dem St.-Leonhard-Friedhof in Graz beigesetzt.